# Milanovac (miasto Virovitica)
Milanovac – wieś w Chorwacji, w żupanii virowiticko-podrawskiej, w mieście Virovitica. W 2011 roku liczyła 1711 mieszkańców.